# Estrellas del porno (álbum)
Estrellas del porno es el segundo demo de la banda española Lujuria y fue publicado de forma independiente en formato de casete en 1993.
Esta maqueta marcó claramente el rumbo y la temática que tomaría el grupo a futuro, pues debido al título de dicha producción, Lujuria autonombró su estilo como «Heavy erotic metal».
Después de lanzar este demo, la banda tocó en un concierto en la sala Canciller en Madrid, España junto a otras importantes bandas de rock en homenaje a la ‹Abuela Rockera›.
Al igual que la maqueta anterior, Estrellas del porno contiene todas las canciones en el lado A, mientras que el lado B del casete viene en blanco para que se pueda grabar cualquier canción.

## Lista de canciones
Todas las canciones fueron compuestas por Lujuria

### Lado A
| Side one |                      |          |  |
| N.º      | Título               | Duración |  |
| 1.       | «Estrella del porno» | 4:11     |  |
| 2.       | «¡Al ladrón!»        | 3:45     |  |
| 3.       | «Que se lo vendan»   | 3:42     |  |
| 4.       | «Así soy yo»         | 4:28     |  |
| 5.       | «La gorda»           | 2:11     |  |
| 6.       | «Lujuria»            | 4:44     |  |

## Créditos
- Óscar Sancho — voz
- Julio Herranz — guitarra líder
- Jesús Sanz — guitarra rítmica
- Javier Gallardo — bajo
- César Frutos — batería